# Andrés de Rubira

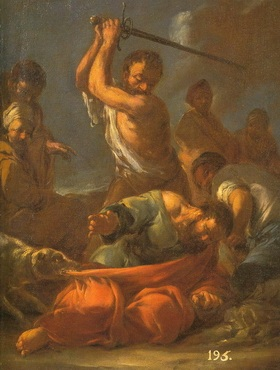
Martirio de San Pablo, óleo sobre lienzo, 43 x 35 cm, Madrid, Real Academia de Bellas Artes de San Fernando.

Andrés de Rubira Díaz de Fuentes (Escacena del Campo, 30 de noviembre de 1702-Sevilla 23 de septiembre de 1760) fue un pintor barroco español.

## Biografía
Hijo de Tomás de Rubira y María Miguela, natural de Escacena del Campo, se formó como pintor en el barrio de la Feria de Sevilla, siendo desde muy joven discípulo de Domingo Martínez con el que colaboró habitualmente. Contrajo matrimonio en Moguer en febrero de 1733 con Luisa Moro, natural de San Juan del Puerto, de la que enviudó pronto, y volvió a casarse en 1745. Del segundo matrimonio nació su único hijo conocido, el también pintor José de Rubira. 
El pintor portugués Francisco Vieira Lusitano, de vuelta de uno de sus viajes de Roma, se lo llevó con él a Lisboa, donde trabajó como su asistente en la decoración del convento de Menino Deus y en la Cartuja de Laveiras, lo que singularizará su estilo dentro del panorama artístico español por la adopción de influencias portuguesas.
Murió en 1760, tras completar la serie pictórica dedicada a la vida de san Francisco de Paula en el convento de Nuestra Señora de la Victoria de Sevilla. Fue enterrado en la capilla de San Francisco de Sales de dicho convento, actualmente desaparecido. 

## Obra
Según Ceán Bermúdez destacó en el retrato y los bodegones, aunque no conocemos prácticamente nada de su producción en estos campos. 
Sí se conocen algunas de sus obras de temática religiosa. Destacan en su producción religiosa la serie de cuadros realizados para el claustro de la Casa Grande del Carmen de Sevilla, dos de los cuales se conservan en el convento del Buen Suceso de dicha ciudad. Aparición de la Virgen del Carmen a la comunidad de un convento de Bravante, firmada por el autor y Aparición de la Virgen a san Bertoldo. Conocemos también el San José de la Iglesia de Menino Deus en Lisboa.
Destacan así mismo su serie de pinturas para la Iglesia de la Asunción de Estepa estudiadas por Francisco García Quiles.
En la Real Academia de San Fernando en Madrid se conserva un Martirio de San Pablo y en la capilla del antiguo colegio de San Alberto de Sevilla y la capilla Sacramental de la Iglesia Colegial del Salvador de dicha ciudad encontramos otras obras suyas.